# Distinctions au tir à l'arc

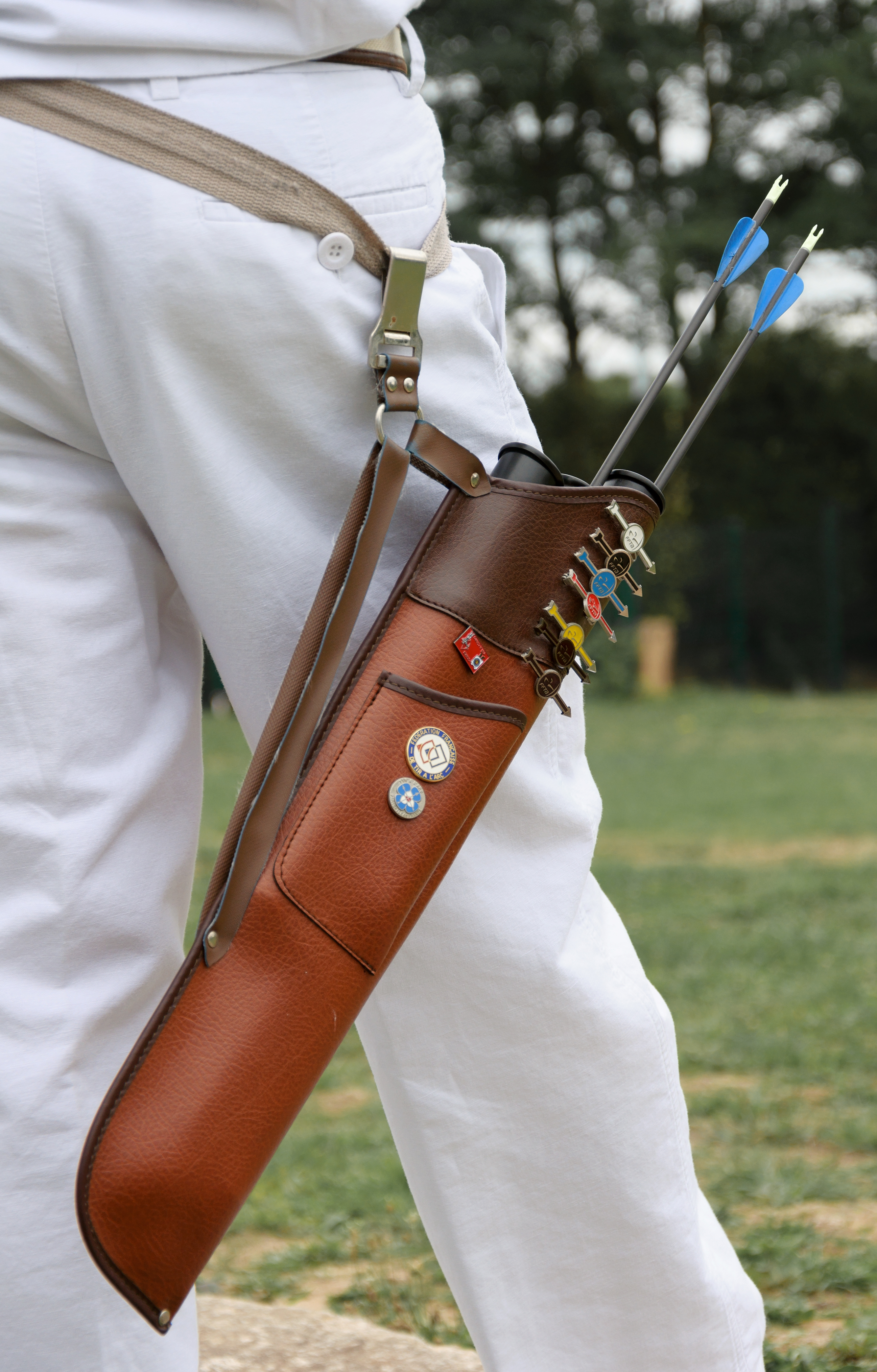
Carquois d'un archer avec diverses distinctions.

Le niveau des archers peut être déterminé d'après les distinctions obtenues, soit hors concours, dans son club (Plumes et Flèches de progression), soit lors de concours officiels dont la discipline permet l'obtention de distinctions (Badges et Ecussons). Les distinctions doivent être demandées par l'archer et ne sont donc pas automatiquement attribuées.

## Distinctions de club
Les badges de progression se distinguent en deux parties : les plumes, destinées aux jeunes « poussins » et les flèches pour les tireurs de plus de 10 ans. Les conditions pour les obtenir sont différentes selon le badge visé.

### Plumes de progression
Il existe cinq plumes de couleurs différentes. Elles s'obtiennent en utilisant un arc de type classique ou d'initiation, sur une cible de 80 cm. La distance peut être adaptée à l'âge de l'archer si celui-ci à moins de 10 ans, ainsi un enfant de 7 ans tirera à 7 mètres, 8 ans 8 mètres etc. À partir de 10 ans, la distance est de 10 mètres. L'évaluation se fait sur 3 volées de 6 flèches. Excepté pour la plume Blanche, l'archer doit atteindre le score demandé plusieurs fois.

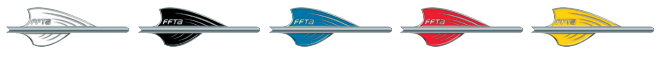
Plumes de progression

| Couleur | Points         |
| ------- | -------------- |
| Blanche | 1 x 100 points |
| Noire   | 2 x 110 points |
| Bleue   | 3 x 120 points |
| Rouge   | 4 x 130 points |
| Jaune   | 5 x 140 points |

### Flèches de progression

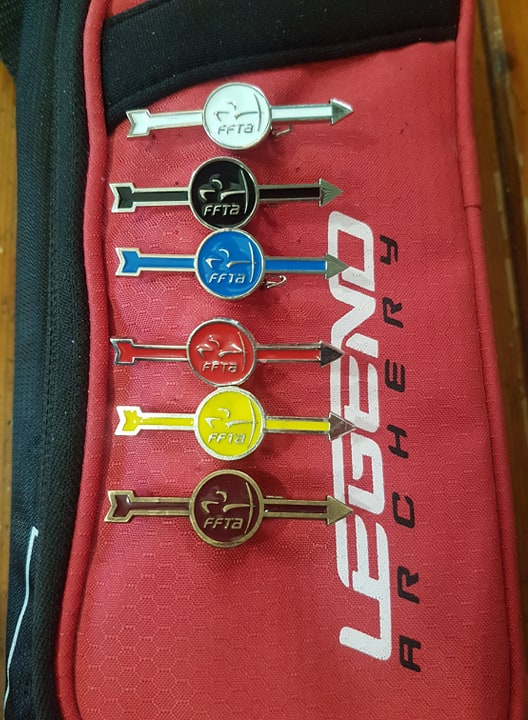
Flèches de progressions sur un carquois.

Les flèches sont destinées à toutes les catégories de tireurs d'au moins dix ans, sur tout type d'arc; les conditions d'obtention varient selon la distance du tir, le diamètre de la cible et des points à réaliser. Les flèches de progression sont au nombre de huit : blanche, noire, bleue, rouge, jaune, bronze, argent et or. Les critères diffèrent aussi selon la FFTA ou la WA.
Pour la FFTA, le nombre de flèches tirées est de 6 volées de 6 flèches sur un blason de 80cm. Pour la WA, le nombre de flèches tirées est de 5 volées de 3 flèches sur un blason de 80cm qui ne contient que les 5 premiers anneaux (2 jaunes, 2 rouge et 1 bleu).

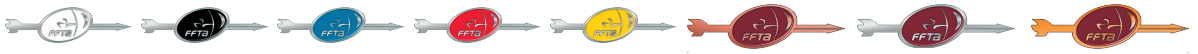
Flèches de progression

| Couleur       | Diamètre cible  | Distance de tir FFTA | Points FFTA / 360 | Distance de tir FITA | Points FITA |
| ------------- | --------------- | -------------------- | ----------------- | -------------------- | ----------- |
| Blanche       | 80 cm           | 10 m                 | 280               | 10 m                 | 115         |
| Noire         | 80 cm           | 15 m                 | 280               | 14 m                 | 115         |
| Bleue         | 80 cm           | 20 m                 | 280               | 18 m                 | 115         |
| Rouge         | 80 cm           | 25 m                 | 280               | 22 m                 | 115         |
| Jaune         | 80 cm           | 30 m                 | 280               | 26 m                 | 115         |
| Arc classique |                 |                      |                   |                      |             |
| Bronze        | 80 cm           | 40 m                 | 280               |                      |             |
| Argent        | 122 cm          | 60 m                 | 280               |                      |             |
| Or            | 122 cm          | 70 m                 | 280               |                      |             |
| Arc à poulies |                 |                      |                   |                      |             |
| Bronze        | 80 cm (6 zones) | 40 m                 | 310               |                      |             |
| Argent        | 80 cm (6 zones) | 50 m                 | 310               |                      |             |
| Or            | 80 cm (6 zones) | 50 m                 | 330               |                      |             |

## Distinctions lors de concoursnationaux
Il existe les écussons FITA, Tir en Salle, Tir Fédéral, Tir en Campagne (Marcassin pour les jeunes et Écureuil pour les adultes), Tir Nature (Marcassin pour les jeunes et Sanglier pour les adultes), les badge 3D (Lynx pour les jeunes et Brocard pour les adultes) et Beursault.
En fonction des scores réalisés la couleur et/ou le motif des badges et écussons diffère.

### Badges tir en salle
Le tir en salle s'effectue à 18 mètres sur un blason de 40 cm ou sur un trispot pour un adulte et sur une cible de 60 cm ou 80 cm pour les enfants. Les 3 derniers niveaux doivent obligatoirement être réalisés sur une cible de 40cm.

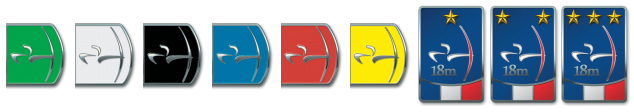
Badges FFTA - Tir en Salle

| Badges | Arc Classique / Arc nu | Arc à poulies |
| ------ | ---------------------- | ------------- |
| Vert   | 455                    | 540           |
| Blanc  | 480                    | 550           |
| Noir   | 500                    | 555           |
| Bleu   | 515                    | 560           |
| Rouge  | 530                    | 565           |
| Jaune  | 545                    | 570           |
|        | 555                    | 575           |
|        | 565                    | 580           |
|        | 575                    | 585           |

### Badgestir FITA
Les scores doivent être réalisés lors d'une compétition officielle comptant pour le classement national FITA. Les distances varient selon l'âge de l'archer et son arme : 
- Benjamin : 30 mètres
- Minime : 40 mètres

Arc Classique / Arc nu
- Cadet : 60 mètres
- Juniors à Super-Vétéran : 70 mètres

Arc à poulies
- Cadet à Super-Vétéran : 50 mètres

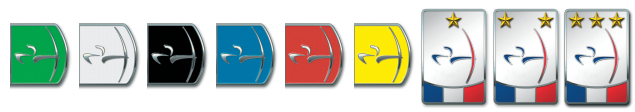
Badges FFTA - Tir FITA

| Badges | Arc Classique / Arc nu | Arc à poulies |
| ------ | ---------------------- | ------------- |
| Vert   | 480                    | 620           |
| Blanc  | 510                    | 635           |
| Noir   | 535                    | 645           |
| Bleu   | 560                    | 655           |
| Rouge  | 585                    | 665           |
| Jaune  | 605                    | 675           |
|        | 625                    | 685           |
|        | 645                    | 695           |
|        | 660                    | 700           |

### Badges tir fédéral
Les scores doivent être réalisés lors d'une compétition officielle comptant pour le classement national fédéral. Les distances varient selon l'âge de l'archer et son arme.

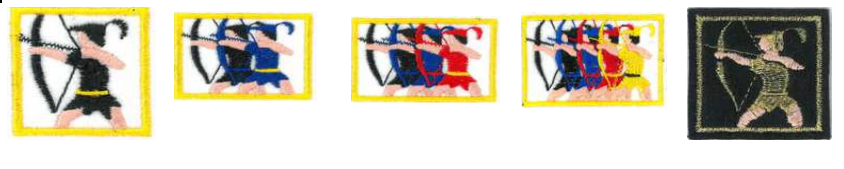
Badges tir fédéral

| Badges          | Arc Classique / Arc nu | Arc à poulies |
| --------------- | ---------------------- | ------------- |
| 1 archer        | 500                    | 550           |
| 2 archers       | 550                    | 600           |
| 3 archers       | 600                    | 640           |
| 4 archers       | 640                    | 670           |
| 1 archer (noir) | 670                    | 690           |

### ÉcussonsTir campagne
Les scores doivent être réalisés lors d'une compétition officielle sur un parcours homologué de 24 cibles. Le maximum est de 432 points.

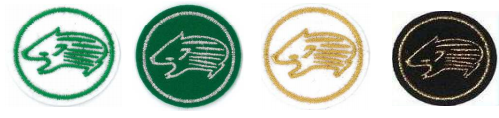
Badges marcassin

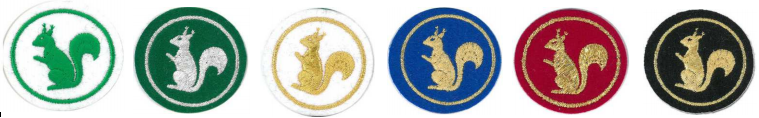
Badges écureuil

| Écussons Marcassins  | Arc Classique Benjamins-Minimes (Piquet Blanc) Cadet (Piquet Bleu) |
| -------------------- | ------------------------------------------------------------------ |
| Vert sur fond blanc  | 160                                                                |
| Argent sur fond vert | 210                                                                |
| Or sur fond blanc    | 270                                                                |
| Or sur fond noir     | 320                                                                |

| Écussons Écureuils   | Arc Classique Junior Senior 1 / 2 / 3 | Arc à poulies Cadet Junior Senior 1 / 2 / 3 | Arc nu Cadet Piquet Blanc | Arc nu Junior Senior 1 / 2 / 3 Piquet Bleu |
| -------------------- | ------------------------------------- | ------------------------------------------- | ------------------------- | ------------------------------------------ |
| Vert sur fond blanc  | 200                                   | 220                                         | 160                       | 180                                        |
| Argent sur fond vert | 240                                   | 260                                         | 200                       | 220                                        |
| Or sur fond blanc    | 260                                   | 280                                         | 220                       | 240                                        |
| Or sur fond noir     | 300                                   | 320                                         | 260                       | 280                                        |
| Or sur fond bleu     | 340                                   | 360                                         | 300                       | 320                                        |
| Or sur fond rouge    | 380                                   | 400                                         | 340                       | 360                                        |

### ÉcussonsTir nature
Les scores doivent être réalisés lors d'une compétition officielle sur un parcours homologué de 42 cibles. Le maximum est de 1470 points.
| Écussons Marcassins    | Arc nu Benjamins / Minimes / Cadet |
| ---------------------- | ---------------------------------- |
| Noir sur fond orange   | 325                                |
| Argent sur fond orange | 550                                |
| Or sur fond orange     | 775                                |

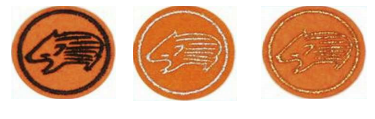
Badges marcassin

Les écussons Sangliers concernent les Juniors, Seniors 1, 2 et 3, ainsi que les cadets mais uniquement en arc libre pour ces derniers.

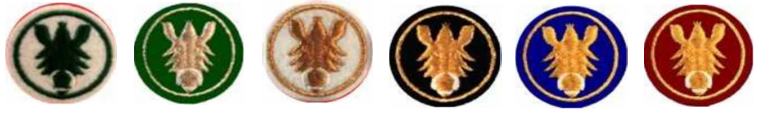
Badges sanglier

| Écussons Sangliers   | Arc droit | Arc de chasse | Arc nu | Arc à poulies | Arc libre |
| -------------------- | --------- | ------------- | ------ | ------------- | --------- |
| Vert sur fond blanc  | 240       | 350           | 400    | 450           | 600       |
| Argent sur fond vert | 475       | 575           | 625    | 675           | 825       |
| Or sur fond blanc    | 700       | 800           | 850    | 900           | 1050      |
| Or sur fond noir     | 850       | 950           | 1000   | 1050          | 1200      |
| Or sur fond bleu     | 1000      | 1100          | 1150   | 1200          | 1350      |
| Or sur fond rouge    | 1075      | 1175          | 1225   | 1275          | 1425      |

### BadgesTir 3D
Les scores doivent être réalisés lors d'une compétition officielle sur un parcours de 24 cibles. Le maximum est de 528 points.
| Badges Lynx            | Arc nu Benjamins / Minimes / Cadet |
| ---------------------- | ---------------------------------- |
| Noir sur fond orange   | 150                                |
| Argent sur fond orange | 175                                |
| Or sur fond orange     | 210                                |

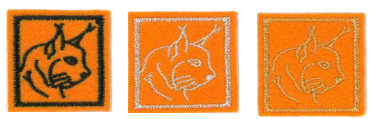
Badges lynx

Les Badges Chevreuil concernent les Juniors, Seniors 1, 2 et 3, ainsi que les cadets mais uniquement en arc libre pour ces derniers.

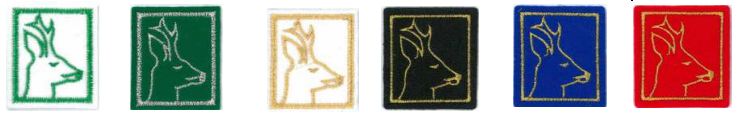
Badges chevreuil

| Badges Chevreuil     | Arc droit | Arc de chasse | Arc nu | Arc à poulies | Arc libre |
| -------------------- | --------- | ------------- | ------ | ------------- | --------- |
| Vert sur fond blanc  | 70        | 85            | 110    | 140           | 185       |
| Argent sur fond vert | 125       | 140           | 160    | 210           | 260       |
| Or sur fond blanc    | 185       | 195           | 220    | 280           | 330       |
| Or sur fond noir     | 235       | 260           | 270    | 330           | 380       |
| Or sur fond bleu     | 270       | 300           | 315    | 385           | 435       |
| Or sur fond rouge    | 335       | 360           | 375    | 435           | 460       |

### BadgesBeursault
Un Honneur correspond à une flèche qui touche la cible. Un archer tire 40 flèches lors d'une partie de beursault.

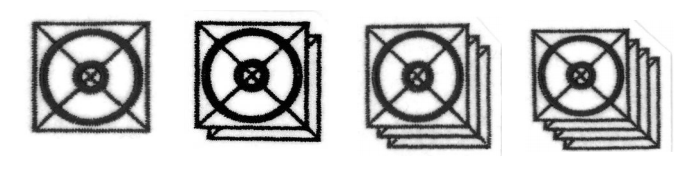
Badges Beursault

| Marmots   | Arc Classique / Arc à poulies |
| --------- | ----------------------------- |
| 1 Marmot  | 32 Honneurs                   |
| 2 Marmots | 35 Honneurs                   |
| 3 Marmots | 38 Honneurs                   |
| 4 Marmots | 40 Honneurs                   |

## Distinctions lors de concoursinternationaux
Il existe les distinctions Target et Arrowhead,.

### Badges Target
Les badges Target à fond argenté Silver Target Award concerne les catégories 50+ et U18 en arc classique uniquement à une distance de 60 mètres.
| Compétitions                                   | Blanc | Noir | Bleu | Rouge | Or  | Pourpre |
| ---------------------------------------------- | ----- | ---- | ---- | ----- | --- | ------- |
| 900 Round                                      | 750   | 800  | 830  | 860   | 875 | 890     |
| 25m Round                                      | 500   | 525  | 550  | 575   | 585 | 595     |
| 18m Round                                      | 500   | 525  | 550  | 575   | 585 | 595     |
| 70m Round (arc classique)                      | 500   | 550  | 600  | 650   | 675 | 700     |
| 50m Compound Round (arc à poulies)             | 500   | 550  | 600  | 650   | 675 | 700     |
| 60 mètres (Masters et Cadets en arc classique) | 500   | 550  | 600  | 650   | 675 | 700     |
| 50m Barebow Round (arc nu)                     | 480   | 500  | 550  | 600   | 625 | 640     |
| 18m Barebow Round (arc nu)                     | 480   | 500  | 520  | 540   | 550 | 560     |

### Badges Arrowhead
Les distinctions Arrowhead concernent les archers des catégories : arc classique, arc à poulies et arc nu, qui participent à un tir campagne, seulement quand la compétition est officiellement affiliée Arrowhead. Les badges Arrowhead vert et marron peuvent être obtenus par les cadets. Les juniors peuvent obtenir tous les badges Arrowhead du moment qu'ils tirent aux mêmes distances que les seniors,.

#### Hommes
| Arrowhead     | 24 cibles | 28 cibles | 32 cibles | 36 cibles | 40 cibles | 44 cibles | 48 cibles |
| ------------- | --------- | --------- | --------- | --------- | --------- | --------- | --------- |
| Arc classique |           |           |           |           |           |           |           |
| Vert          | 219       | 256       | 292       | 329       | 365       | 402       | 438       |
| Marron        | 244       | 285       | 325       | 366       | 407       | 447       | 488       |
| Gris          | 265       | 309       | 353       | 398       | 442       | 486       | 530       |
| Noir          | 291       | 340       | 388       | 437       | 485       | 534       | 582       |
| Blanc         | 313       | 365       | 417       | 470       | 522       | 574       | 626       |
| Argent        | 338       | 394       | 451       | 507       | 563       | 620       | 676       |
| Or            | 350       | 408       | 467       | 529       | 583       | 642       | 700       |
| Arc nu        |           |           |           |           |           |           |           |
| Vert          | 191       | 223       | 255       | 287       | 318       | 350       | 382       |
| Marron        | 230       | 268       | 307       | 345       | 383       | 422       | 460       |
| Gris          | 250       | 292       | 333       | 375       | 417       | 458       | 500       |
| Noir          | 273       | 319       | 364       | 410       | 455       | 501       | 546       |
| Blanc         | 294       | 343       | 392       | 441       | 490       | 539       | 588       |
| Argent        | 316       | 369       | 421       | 474       | 527       | 579       | 632       |
| Or            | 335       | 391       | 447       | 503       | 558       | 614       | 670       |
| Arc à poulies |           |           |           |           |           |           |           |
| Vert          | 292       | 341       | 389       | 438       | 487       | 534       | 584       |
| Marron        | 313       | 365       | 417       | 470       | 522       | 574       | 626       |
| Gris          | 331       | 386       | 441       | 497       | 552       | 607       | 662       |
| Noir          | 351       | 410       | 468       | 527       | 585       | 644       | 702       |
| Blanc         | 371       | 433       | 495       | 557       | 618       | 680       | 742       |
| Argent        | 389       | 454       | 519       | 584       | 648       | 713       | 778       |
| Or            | 399       | 466       | 532       | 599       | 665       | 732       | 798       |

#### Femmes
| Arrowhead     | 24 cibles | 28 cibles | 32 cibles | 36 cibles | 40 cibles | 44 cibles | 48 cibles |
| ------------- | --------- | --------- | --------- | --------- | --------- | --------- | --------- |
| Arc classique |           |           |           |           |           |           |           |
| Vert          | 196       | 229       | 261       | 294       | 327       | 359       | 392       |
| Marron        | 227       | 265       | 303       | 341       | 378       | 416       | 454       |
| Gris          | 249       | 291       | 332       | 374       | 415       | 457       | 498       |
| Noir          | 279       | 326       | 372       | 419       | 465       | 512       | 558       |
| Blanc         | 302       | 352       | 403       | 453       | 503       | 554       | 604       |
| Argent        | 323       | 377       | 431       | 485       | 538       | 592       | 646       |
| Or            | 339       | 396       | 452       | 509       | 565       | 622       | 678       |
| Arc nu        |           |           |           |           |           |           |           |
| Vert          | 182       | 212       | 243       | 273       | 303       | 334       | 364       |
| Marron        | 198       | 231       | 264       | 297       | 330       | 363       | 396       |
| Gris          | 226       | 264       | 301       | 339       | 377       | 414       | 452       |
| Noir          | 250       | 292       | 333       | 375       | 417       | 458       | 500       |
| Blanc         | 275       | 321       | 367       | 413       | 458       | 504       | 550       |
| Argent        | 299       | 349       | 399       | 449       | 498       | 548       | 598       |
| Or            | 312       | 364       | 416       | 468       | 520       | 572       | 624       |
| Arc à poulies |           |           |           |           |           |           |           |
| Vert          | 275       | 321       | 367       | 413       | 458       | 504       | 550       |
| Marron        | 301       | 351       | 401       | 452       | 502       | 552       | 602       |
| Gris          | 318       | 371       | 424       | 477       | 530       | 583       | 636       |
| Noir          | 338       | 394       | 451       | 507       | 563       | 620       | 676       |
| Blanc         | 357       | 417       | 476       | 536       | 595       | 655       | 714       |
| Argent        | 377       | 440       | 503       | 566       | 628       | 691       | 754       |
| Or            | 388       | 453       | 517       | 582       | 647       | 711       | 776       |

### Etoile WA
Les Etoiles WA sont attribués lors d'une épreuve 1440. Pour les arcs classique, les étoiles sont sur un fond en forme de bouclier. Pour les arcs à poulies, les étoiles sont sur un fond circulaire. Pour les Cadets et Senior 3 c'est une étoile d'argent.

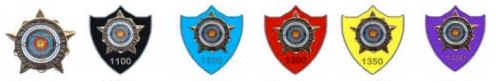
Badges Etoile WA pour les arcs classique

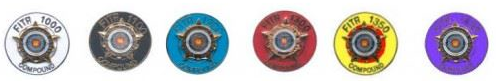
Badges Etoile WA pour les arcs à poulies

| Etoile      | Arc Classique / Arc à poulies |
| ----------- | ----------------------------- |
| Sans fond   | 1000                          |
| Fond noir   | 1100                          |
| Fond bleu   | 1200                          |
| Fond rouge  | 1300                          |
| Fond or     | 1350                          |
| Fond violet | 1400                          |